# Ayal Dagnachew
Ayal Dagnachew, née le 18 janvier 2002, est une athlète éthiopienne.

## Carrière
Ayal Dagnachew est médaillée d'or du 800 mètres des Championnats du monde juniors d'athlétisme 2021 à Nairobi.
Elle est médaillée de bronze du 1 500 mètres aux Championnats d'Afrique d'athlétisme 2022 à Saint-Pierre.
Elle est médaillée d'argent sur 5 000 mètres aux Jeux africains militaires de 2024 à Abuja.